# Emblema della Papua Nuova Guinea
L'emblema della Papua Nuova Guinea è stato adottato nel 1971.
È composto da tre elementi: un uccello del paradiso della specie raggiana, una lancia tradizionale e un kundu, tamburo tradizionale. Questi ultimi due elementi sono collocati ai piedi dell'uccello, che ha le ali spiegate.